# 高邑赵村古墓
高邑赵村古墓，位于中国河北省石家庄市赵村，为石家庄市高邑县的一个省级文物保护单位，类型为古墓葬，公布时间为1993年7月15日。
高邑赵村古墓的历史年代为西汉。